# 緒方克陽
緒方 克陽（おがた かつよう、1938年2月5日 - ）は、日本の政治家。元衆議院議員（3期）。

## 経歴
佐賀県鳥栖市出身。鳥栖工業高校卒業後、国鉄に入社。国鉄労働組合に参加し、佐賀県評議長を経て、1986年の第38回衆議院議員総選挙で八木昇の後継者として佐賀県全県区から日本社会党公認で立候補し、初当選。同党の県本部などで構成する「玄海原発設置反対佐賀県民会議」の議長を務めていた事から、佐賀県電力総連との政策協定作りなどが難航した。
1995年には村山改造内閣で運輸政務次官に就任。1996年の総選挙で佐賀県第1区から社会民主党公認で立候補するが落選。2000年の衆議院総選挙でも同区から立候補し、前回を約3,000票上回る30,018票を得たが再び落選した。